# Vithoba

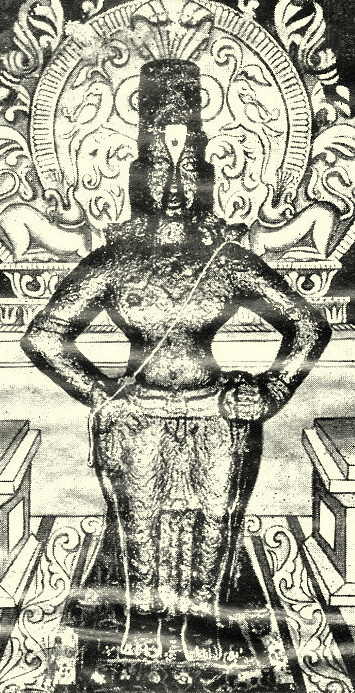
Vithoba-Zeichnung

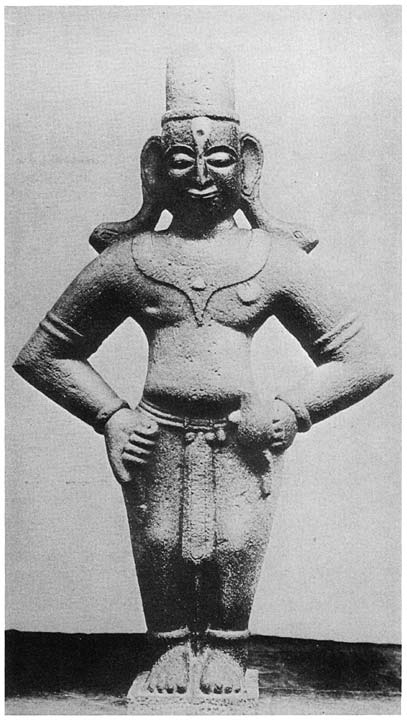
Vithoba-Statue

Vithoba (IAST: Viṭhobā; Marathi विठ्ठल, auch bekannt als Vi(t)thal(a), Panduranga, Parabrahma etc.) ist eine hinduistische Gottheit, die hauptsächlich im indischen Bundesstaat Maharashtra verehrt wird. Er ist eine Form der Hindu-Gottheit Vishnu in seinem Avatar als Krishna. Vithoba wird oft als dunkler Mann dargestellt, der mit ausgestreckten Armen auf einem Ziegelstein steht und manchmal von seiner Gefährtin Rakhumai begleitet wird.
Vithoba steht im Mittelpunkt einer im Wesentlichen monotheistischen, nicht-ritualistischen  Varkari-Glaube in Maharashtra und die im Dvaita Vedanta begründete Haridasa-Sekte in Karnataka. Der Vithoba-Tempel in Pandharpur ist sein Haupttempel. Die Legenden um Vithoba drehen sich um seinen Verehrer Pundalik, der die Gottheit nach Pandharpur gebracht haben soll, und um Vithobas Rolle als Retter der Dichter-Heiligen des Varkari-Glaubens. Die Varkari-Dichter-Heiligen sind bekannt für ihr einzigartiges Genre der Andachtslyrik, das abhanga, das Vithoba gewidmet ist und in Marathi verfasst wurde. Andere Vithoba gewidmete Literatur umfasst die Kannada-Hymnen der Haridasa und die Marathi-Versionen der allgemeinen arati-Lieder, die mit Ritualen verbunden sind, bei denen der Gottheit Licht in Form von Arati-Lichtern geopfert wird. Die wichtigsten Feste von Vithoba werden am Shayani Ekadashi im Monat Ashadha und am Prabodhini Ekadashi im Monat Kartik gefeiert.

## Etymologie und Namen
Vithoba ist unter vielen Namen bekannt, darunter: Vitthala, Panduranga, Pandharinath, Hari und Narayan.
Es gibt verschiedene Theorien über den Ursprung und die Bedeutung dieser Namen. Die Varkari-Überlieferung legt nahe, dass der Name Vitthala (auch als Vitthal, Vittala und Vithal buchstabiert) aus zwei Sanskrit-Marathi-Worten zusammengesetzt ist: viṭ, was 'Ziegel' bedeutet; und thal, das möglicherweise aus dem Sanskrit sthala, was 'stehen' bedeutet, entstanden ist. Vitthala würde also "einer, der auf einem Ziegelstein steht" bedeuten. William Crooke, Orientalist, unterstützte diese Erklärung. Die vorgeschriebene Ikonographie von Vithoba sieht vor, dass er mit den Armen auf einem Ziegelstein stehend dargestellt wird, was mit der Legende des Verehrers Pundalik verbunden ist. Der Varkari-Dichter und Heilige Tukaram schlug jedoch eine andere Etymologie vor: Vitthala setzt sich aus den Worten vittha (Unwissenheit) und la (einer, der akzeptiert) zusammensetzt und somit "einer, der unwissende Menschen akzeptiert" bedeutet. Der Historiker Ramakrishna Gopal Bhandarkar bietet eine weitere Möglichkeit an: Vitthu (Viṭhu) ist eine Kannada-Verfälschung des in Marathi übernommenen Namens Vishnu. Die Suffixe -la und -ba (Bedeutung 'Vater' in Marathi) wurden aus Ehrfurcht angehängt, wodurch die Namen Vitthala und Vithoba entstanden. Diese Veränderung von Vishnu zu Vitthu könnte auf die Tendenz der Marathi- und Kannada-Leute zurückzuführen sein, das Sanskrit ṣṇ (/ʃn/) als ṭṭh (/ʈʈʰ/) auszusprechen, was seit dem 8. Jahrhundert belegt ist.
Laut dem Forscher M. S. Mate vom Deccan College war Pundalik – von dem angenommen wird, dass er eine historische Figur ist – maßgeblich daran beteiligt, den Hoysala-König Vishnuvardhana alias Bittidev zum Bau des Vishnu geweihten Tempels in Pandharpur zu bewegen. Die Gottheit wurde daraufhin vom Erbauerkönig als Vitthala, eine Ableitung von Bittidev, benannt. Andere Varianten des Namens sind Viṭhurāyā (König Vitthala), und Viṭhāī (Mutter Vitthala). Die Einwohner von Gujarat fügen die Endung -nath (Herr) zu Vitthala hinzu, was den Namen Vitthal-nath ergibt. Das zusätzliche Ehrensuffix -ji kann hinzugefügt werden und ergibt den Namen Vitthalnathji. Dieser Name wird im Allgemeinen in der Pushtimarg-Sekte verwendet.
Panduranga, auch als Pandurang und Pandaranga geschrieben, ist ein weiterer beliebter Beiname für Vithoba, was auf Sanskrit "der weiße Gott" bedeutet. Der Jain-Autor und Heilige Hemachandra (1089–1172 n. Chr.) merkt an, dass es auch als Beiname für den Gott Rudra-Shiva verwendet wird. Obwohl Vithoba mit dunklem Teint dargestellt wird, wird er als "weißer Gott" bezeichnet. Bhandarkar erklärt dieses Paradoxon, indem er vorschlägt, dass Panduranga ein Beiname für die Form von Shiva sein könnte, die in Pandharpur verehrt wird und deren Tempel noch steht. Später, mit der zunehmenden Popularität des Vithoba-Kults, wurde dies auch auf Vithoba übertragen. Eine andere Theorie besagt, dass Vithoba ursprünglich ein Shaiva-Gott (verwandt mit Shiva) gewesen sein könnte, der erst später mit Vishnu identifiziert wurde, was die Verwendung von Panduranga für Vithoba erklärt. Crooke schlug jedoch vor, dass Panduranga eine sanskritisierte Form von Pandaraga (zu Pandarga gehörend) ist, die sich auf den alten Namen von Pandharpur bezieht. Ein anderer Name, Pandharinath, bezieht sich ebenfalls auf Vithoba als Herr von Pandhari (eine weitere Variante für Pandharpur).
Schließlich wird Vithoba in der Vaishnava-Sekte auch mit den Namen von Vishnu wie Hari und Narayana verehrt.

## Ursprünge und Entwicklung
Die Rekonstruktion der historischen Entwicklung der Vithoba-Verehrung ist sehr umstritten. Insbesondere wurden mehrere alternative Theorien zu den frühesten Stadien sowie zu dem Punkt, an dem er als eigenständige Gottheit anerkannt wurde, vorgeschlagen. Das Pandurangashtakam stotra, eine Hymne, die Adi Shankara aus dem 8. Jahrhundert zugeschrieben wird, weist darauf hin, dass die Vithoba-Verehrung bereits zu einem frühen Zeitpunkt existierte.
Laut Richard Maxwell Eaton, Autor von A Social History of the Deccan, wurde Vithoba bereits im 6. Jahrhundert als Hirtengott Krishna verehrt. Vithobas Arm-Akimbo-Ikonographie ähnelt Bir Kuar, das mit Krishna, dem Viehgott der Ahirs von Bihar, assoziiert wird. Vithoba wurde wahrscheinlich später in das Shaiva-Pantheon aufgenommen und mit dem Gott Shiva identifiziert, wie die meisten anderen Hirtengötter. Dafür spricht die Tatsache, dass der Tempel in Pandharpur von Shaiva-Tempeln umgeben ist (insbesondere von dem Verehrer Pundalik selbst) und dass Vithoba mit dem Linga, dem Symbol Shivas, gekrönt wird. Seit dem 13. Jahrhundert jedoch identifizierten die Dichter-Heiligen wie Namdev, Eknath und Tukaram Vithoba mit Vishnu.
Christian Lee Novetzke von der University of Washington vermutet, dass die Verehrung Vithobas einige Zeit vor dem Jahr 1000 n. Chr. von Karnataka in die ehemalige Shaiva-Stadt Pandharpur gewandert ist; aber unter dem möglichen Einfluss einer Krishna-verehrenden Mahanubhava-Sekte wurde die Stadt in ein Vaishnava-Pilgerzentrum verwandelt. Dieser Vorschlag steht im Einklang mit zeitgenössischen Überresten der Shaiva-Verehrung in der Stadt.

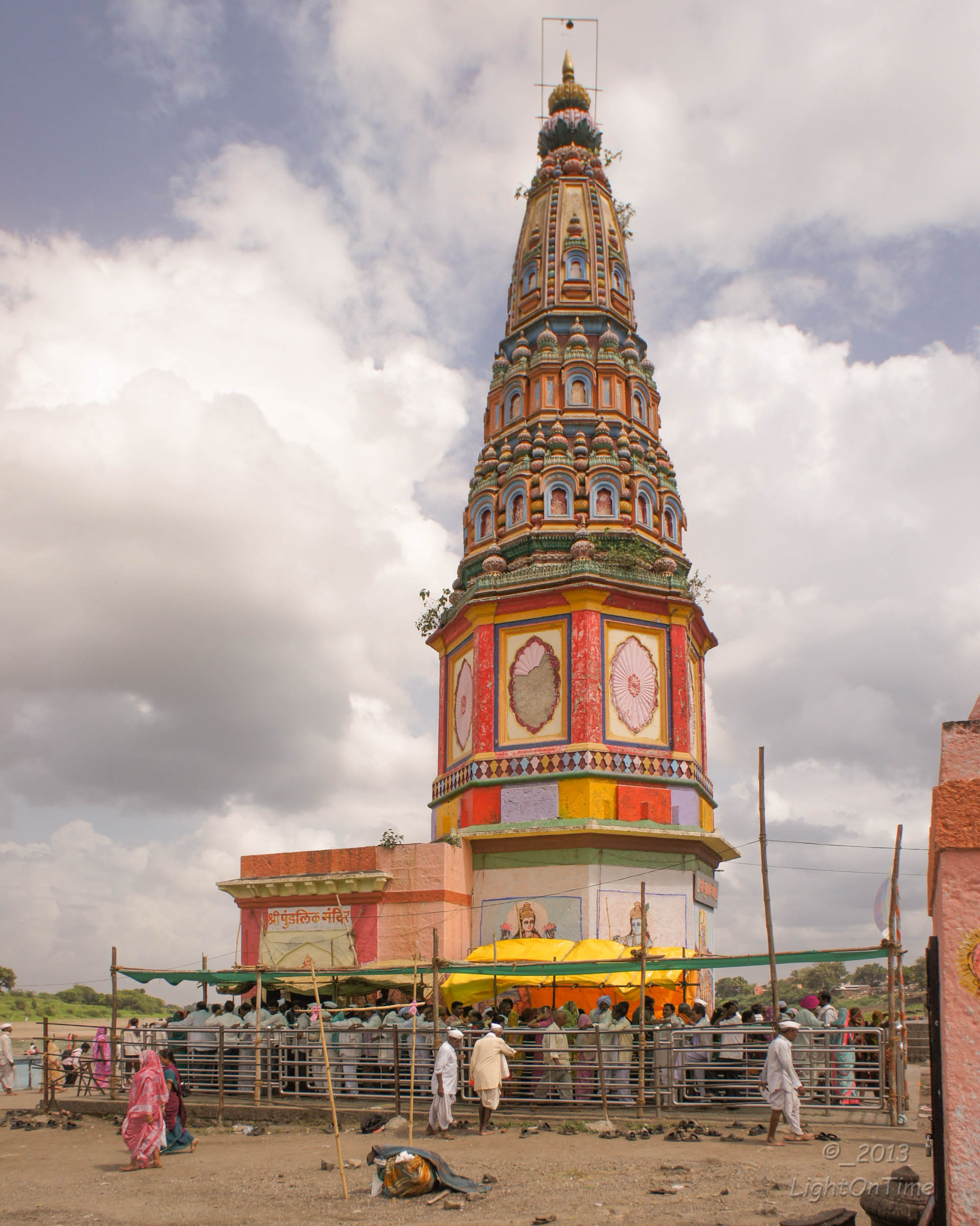
Der Pundalik-Tempel in Pandharpur

Der Religionshistoriker R.C. Dhere, Träger des Sahitya Akademi Award für sein Buch Sri Vitthal: Ek Mahasamanvaya, ist der Meinung, dass die Vithoba-Verehrung sogar noch älter sein könnte – "Vedisch oder vorvedisch", also vor der Verehrung von Krishna. Nach dieser Theorie ist Vithoba eine Verschmelzung verschiedener lokaler Helden, die ihr Leben gaben, um ihr Vieh zu retten. Er wurde zuerst von den Dhangar, der viehbesitzenden Kaste von Maharashtra, verehrt. Der Aufstieg der Yadava-Dynastie, die von Kuhhirten abstammte, könnte zur Verherrlichung von Vithoba als Krishna geführt haben, der oft als Kuhhirte dargestellt wird. Diese Vaishnavisierung Vithobas führte auch zur Umwandlung des Shaiva-Pundarika-Schreins in den Vaishnava-Schrein des Gottgeweihten Pundalik, der – der Legende nach – Vithoba nach Pandharpur brachte. Es mag einen Versuch gegeben haben, Vithoba dem Buddhismus zu assimilieren; heute werden beide als eine Form von Vishnu im Hinduismus angesehen.
Vithoba wird eher mit "Mitgefühl, einer unendlichen Liebe und Zärtlichkeit für seine bhaktas (Anhänger) assoziiert, die mit der Liebe einer Mutter zu ihren Kindern verglichen werden kann, die sich nach der Gegenwart ihrer Anhänger sehnt, so wie eine Kuh sich nach ihrem weit entfernten Kalb sehnt."
G. A. Deleury, Autor von The cult of Vithoba, schlägt vor, dass das Bild von Vithoba ein viragal (Heldenstein) ist, der später mit Vishnu in seiner Form als Krishna identifiziert wurde, und dass Pundalik das Puranische transformierte, rituelle puja'-Verehrung in eine idealisiertere bhakti'-Verehrung umwandelte – "verinnerlichte Verehrung, die Kastenunterschiede und institutionelles Priestertum ausschließt .." Der Indologe Dr. Tilak schlägt vor, dass Vithoba als "Alternative zum bestehenden Pantheon" der brahmanischen Gottheiten (bezogen auf den klassischen, rituellen Hinduismus) entstand. Das Auftauchen von Vithoba ging einher mit dem Aufstieg eines "neuen Typs von Laien-Anhängern", den Varkari. Während Vishnu und Shiva in starre rituelle Verehrung und Brahmanen (Priester) gebunden waren, wurde Vithoba, "der Gott der Subalternen, immer menschlicher". Vithoba wird oft als Beschützer der Armen und Bedürftigen gepriesen. Stevenson (1843) schlägt vor, dass Vithoba ein Jain-Heiliger gewesen sein könnte, da die Vithoba-Bilder den Jain-Bildern ähnelten.

### Pandharpur-Tempel und Inschriften

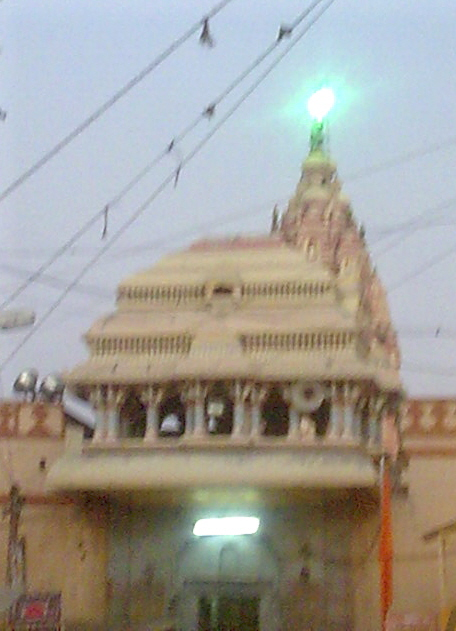
Der Shikhara des Haupttempels von Vithoba in Pandharpur

Scholastische Untersuchungen zur Geschichte Vithobas beginnen oft mit der Betrachtung der Datierung des Haupttempels in Pandharpur, von dem angenommen wird, dass er der früheste Vithoba-Tempel ist. Der älteste Teil des Tempels stammt aus der Yadava-Periode des 12. und 13. Jahrhunderts. Der größte Teil des Tempels wurde vermutlich im 17. Jahrhundert erbaut, obwohl der Tempel immer wieder erweitert wurde. Bhandarkar ist sich nicht sicher, wann der Tempel zum ersten Mal errichtet wurde, aber er besteht darauf, dass es eindeutige Beweise dafür gibt, dass er bereits im 13. Laut S. G. Tulpule stand der Tempel bereits im Jahr 1189. Tatsächlich belegt ein Denkmal aus dem Jahr 1189 die Errichtung eines kleinen Vithoba-Schreins an der heutigen Stelle des Tempels; Tulpule kommt daher zu dem Schluss, dass die Verehrung von Vithoba vor 1189 stattfand.
Eine Steininschrift aus dem Jahr 1237, die auf einem Dachbalken des heutigen Vithoba-Tempels gefunden wurde, erwähnt, dass der Hoysala-König Someshvara ein Dorf für die Kosten des bhoga (Speiseopfer) für "Vitthala" spendete. Eine Inschrift auf einer Kupferplatte, datiert auf das Jahr 1249, berichtet, dass der Yadava-König Krishna einem seiner Generäle das Dorf Paundrikakshetra (kshetra von Pundarik) am Fluss Bhimarathi in Gegenwart des Gottes Vishnu schenkte. Eine andere Steininschrift in Pandharpur berichtet von einem Opfer in Pandurangapura, durch das "die Menschen und Vitthal zusammen mit den Göttern befriedigt wurden". Seit dem 13. Jahrhundert ist die Stadt daher als Stadt Panduranga bekannt. Im Inneren des Tempels verzeichnet eine Steininschrift Geschenke an den Tempel zwischen 1272 und 1277 von verschiedenen Spendern, insbesondere von Hemadri, dem Minister des Yadava-Königs Ramachandra.
Ranade glaubt, dass eine Inschrift, die in Alandi gefunden wurde und sich auf Vitthala und Rakhumai bezieht, die älteste ist, die sich auf Vithoba bezieht, und datiert sie auf 1209. Der Name Pandaranga findet sich jedoch auf einer Rashtrakuta-Kupferplatteninschrift, die auf das Jahr 516 datiert ist. Daraus schließt Pande, dass der Vithoba-Kult im 6. Jahrhundert gut etabliert war.

### Zentrales Bild

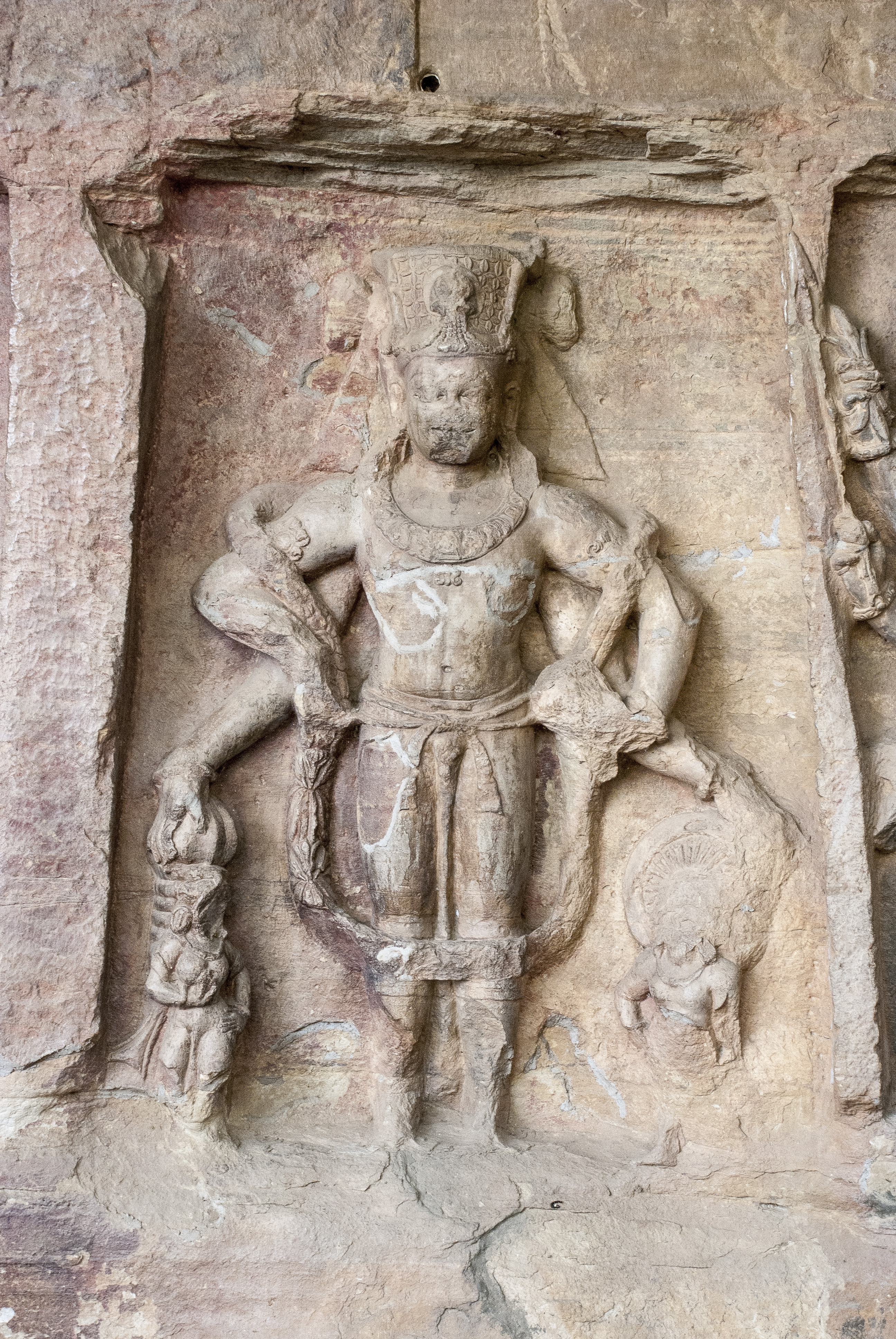
Ein Arm-Akimbo Vishnus aus den Udaygiri-Höhlen.

Die physischen Merkmale der zentralen murti (Bildnis) von Vithoba in Pandharpur und verschiedene textliche Hinweise darauf haben Theorien über die Vithoba-Verehrung inspiriert. Sand schlussfolgert aus einer Version von Pundaliks Legende im Skanda Purana (siehe Legende unten), dass es in Pandharpur zwei verschiedene murtis gegeben haben muss – jeweils eine vom Typ tirtha und kshetra. Die frühere war eine tirtha murti, ein Bildnis, das absichtlich in der Nähe eines heiligen Gewässers (tirtha) aufgestellt wurde, in diesem Fall nach Westen gerichtet, am Flussbett des Bhima, in der Nähe des Pundalik-Schreins. Die spätere Murti war laut Sand eine kshetra murti, die sich an einem Ort heiliger Kraft (kshetra) befand, in diesem Fall nach Osten ausgerichtet, auf dem Hügel, auf dem der heutige Tempel seit etwa 1189 steht. Sand schlägt daher vor, dass die Verehrung von Vithoba dem Tempel selbst vorausgehen könnte.
Deleury schlägt vor, dass der Tempel zwar im 13. Jahrhundert erbaut worden sein könnte, da die Architektur im Hemadpanthi-Stil gehalten ist, die Vithoba-Statue aber einen früheren Stil aufweist und daher für einen früheren, kleineren Schrein in Pandharpur geschnitzt worden sein könnte. Die Verarbeitung des Bildes ist älter als der Stil der Yadava (1175–1318), der Anhivad-Chalukya (943–1210) und sogar der Ajmer-Chohans (685–1193) Epochen. Obwohl kein anderer existierender Vishnu-Tempel eine ähnliche Ikonographie wie der Vithoba von Pandharpur aufweist, stellt Deleury Ähnlichkeiten zwischen dem Bild von Pandharpur und den Vishnu-Bildern aus den Udaygiri-Höhlen, Madhya Pradesh, aus dem dritten Jahrhundert fest, erklärt aber, dass sie aus verschiedenen Schulen der Bildhauerei stammen.

### Pundalik
Der Anhänger Pundalik, der Ziegelsteinwerfer (siehe Legende unten), ist eine Hauptfigur in den Legenden von Vithoba. Er wird allgemein als historische Figur angesehen, die mit der Gründung und Verbreitung der Vithoba-zentrierten Varkari-Sekte in Verbindung steht. Ramakrishna Gopal Bhandarkar hält Pundalik für den Gründer der Varkari-Sekte und denjenigen, der die Sekte im Maratha-Land verbreitete. Stevenson (1843) geht noch weiter und vermutet, dass er ein Jain oder ein Buddhist gewesen sein könnte, da die Varkari-Tradition eine Kombination aus Jain und buddhistischer Moral ist und Vithoba als Vishnu in seiner Form als Buddha angesehen wird. Frazer, Edwards und P.R. Bhandarkar (1922) vermuten, dass Pundalik versuchte, Shiva und Vishnu zu vereinen, und dass diese Sekte ihren Ursprung in Karnataka hatte. Ranade (1933) ist der Meinung, dass Pundalik, ein Kannada-Heiliger, nicht nur der Gründer der Varkari-Sekte war, sondern auch der erste große Verehrer oder der erste Hohepriester des Pandharpur-Tempels. Upadhyaya unterstützt die Priester-Theorie, lehnt aber die Kannada-Ursprungs-Theorie ab. Laut M. S. Mate war Pundalik maßgeblich daran beteiligt, den Hoysala-König Vishnuvardhana zum Bau des Vishnu-Tempels in Pandharpur zu überreden, was ihn in das frühe 12te Jahrhundert stellt. Andere Gelehrte wie Raeside (1965), Dhanpalvar (1972) und Vaudeville (1974) haben die Historizität von Pundalik insgesamt in Frage gestellt und ihn als mythische Figur abgetan.

### Identifikationen

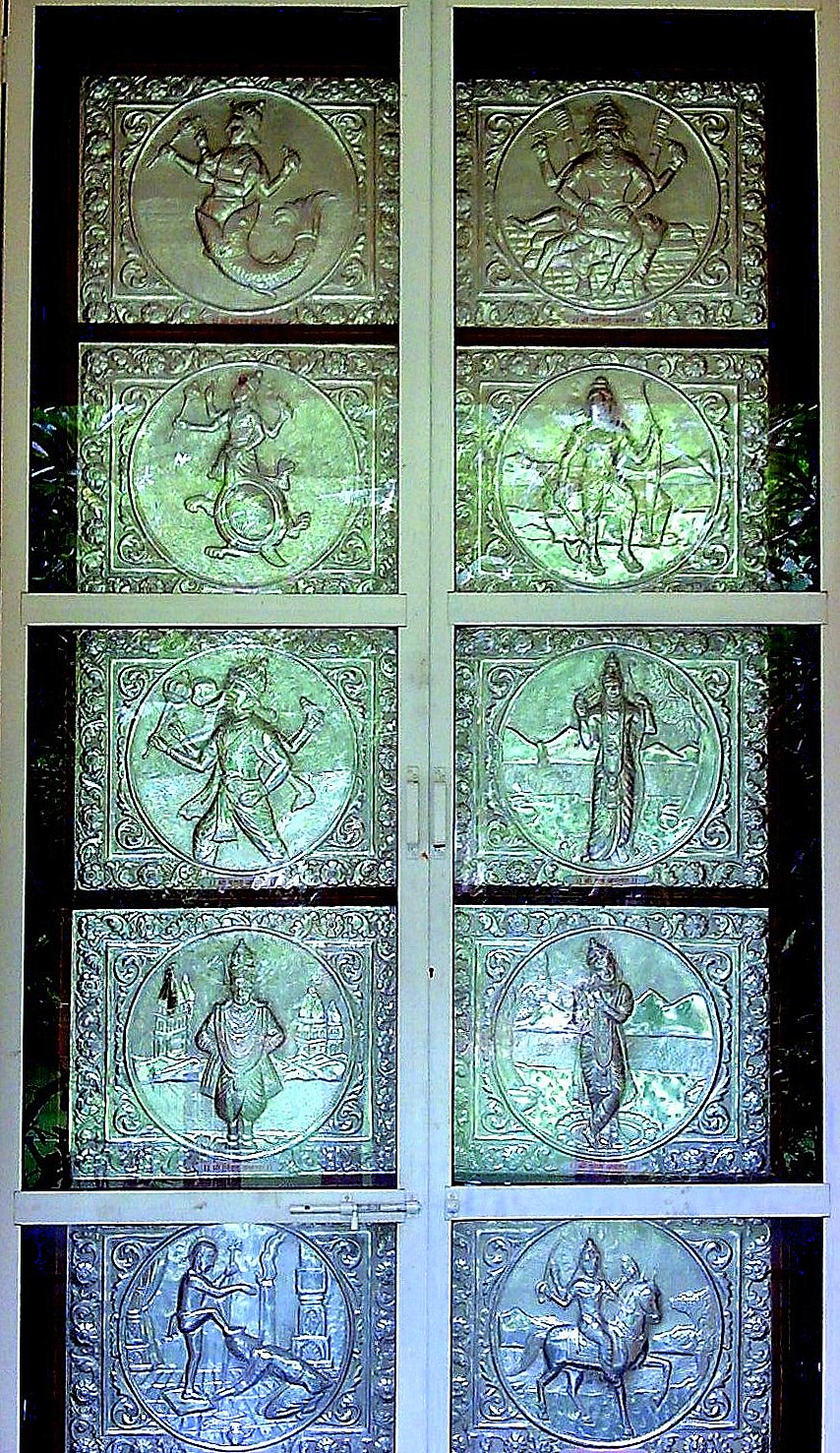
Vithoba (links, 4. von oben) ersetzt Buddha in einer Darstellung der Dashavatara-zehn Avatare (von Vishnu) – an der Tür des Sree Balaji-Tempels, Goa.

In erster Linie werden drei Hindu-Gottheiten mit Vithoba in Verbindung gebracht: Vishnu, Krishna und Shiva. Gautama Buddha wird ebenfalls mit Vithoba in Verbindung gebracht, was mit der hinduistischen Vergötterung des Buddha als neunte Inkarnation von Vishnu übereinstimmt. Die Varkari betrachten Vithoba jedoch als den svarupa (Original)
Vishnu selbst, nicht ein Avatar (Manifestation) von Vishnu wie Krishna, trotz der Legenden und Konsorten, die Vithoba mit Krishna verbinden. Doch selbst die Mahanubhavas, die im 13. Jahrhundert als Krishna-verehrende Sekte aufkamen, lehnten nicht nur die Vorstellung ab, dass Vithoba Krishna ist, sondern verunglimpften Vithoba auch häufig.
In einigen Traditionen wird Vithoba jedoch auch als eine Form von Shiva verehrt. Die Dhangars halten Vithoba immer noch für einen Bruder des Gottes Viroba und sehen ihn eher als Shaiva- denn als Vaishnava-Gott an. Underhill schlägt vor, dass der Schrein von Pandharpur eine kombinierte Form von Vishnu-Shiva ist, die von der Bhagavata-Sekte gegründet wurde, die Vishnu-Shiva – den Herrn – verehrt, was bhagavata bedeutet. Für die Hauptpriester des Pandharpur-Tempels – Brahmanen aus der Badva-Familie – ist jedoch "Viṭhobā weder Viṣṇu noch Śiva. Viṭhobā ist Viṭhobā" (IAST im Original). Trotzdem weisen einige Priester des Tempels auf Markierungen auf der Brust des Vithoba-Bildes als Beweis dafür hin, dass Vithoba Vishnu ist, in seiner Form als Krishna.
Vithobas Bild ersetzt die traditionelle Darstellung von Buddha, wenn er als neunter Avatar von Vishnu dargestellt wird, in einigen Tempelskulpturen und Hindu astrologischen Almanachen in Maharashtra. Im 17. Jahrhundert schufen Künstler des Marathas ein Abbild des Vithoba von Pandharpur an der Stelle des Buddha auf einer Tafel mit den Avataren Vishnus. Diese befindet sich in den Shivneri-Höhlen. Stevenson geht so weit, Anhänger von Vithoba (Vithal-bhaktas) als buddhistische Vaishnavas (Bauddho-Vaishnavas) zu bezeichnen, da sie Vithoba als den neunten – nämlich Buddha – Avatar von Vishnu betrachten. Einige der Dichter-Heiligen priesen Vithoba als eine Form des Buddha. B. R. Ambedkar, ein indischer politischer Führer und buddhistischer Konvertit, schlug vor, dass das Bild von Vithoba in Pandharpur in Wirklichkeit das Bild des Buddha sei.

## Iconography

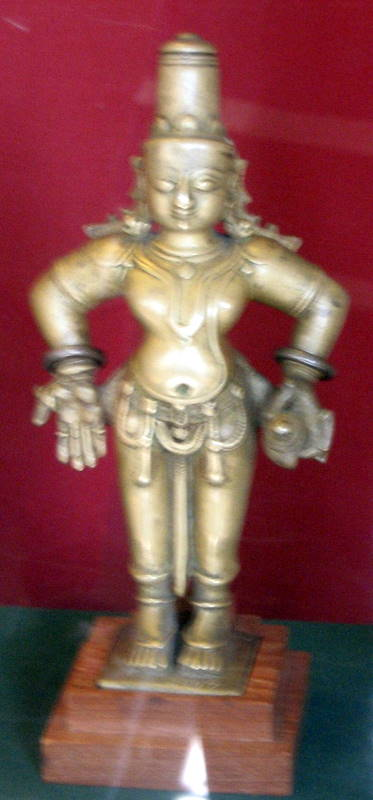
Diese Bronzestatue aus einem Hausschrein weist die traditionellen Attribute von Vithobas Pandharpur-Statue auf, wie die konische Kopfbedeckung, die fischförmigen Ohrringe, die mit Edelsteinen besetzte Halskette und den Ziegelstein. Dieses Bild zeigt Vithobas rechte Hand, die eine segnende Geste macht, und seine linke Hand, die eine shankha hält.

Alle Vithoba-Darstellungen sind im Allgemeinen seinem zentralen Bildnis in Pandharpur nachempfunden. Das Bildnis in Pandharpur ist eine schwarze Basaltskulptur, die hoch ist. Vithoba wird als dunkler Knabe dargestellt. Die Dichter-Heiligen haben ihn "Para-brahman mit dunklem Teint" genannt. Er trägt eine hohe, kegelförmige Kopfbedeckung oder eine Krone, die als das Symbol Shivas, das Linga, interpretiert wird. Zelliot zufolge repräsentiert Vithoba also sowohl Shiva als auch Vishnu. Der erste Varkari-Dichter-Heilige, Dnyaneshwar (13. Jahrhundert), erklärt, dass Vithoba (Vishnu) Shiva, der nach dem Vaishnavismus Vishnus erster und wichtigster Verehrer ist, auf seinem eigenen Kopf trägt.
Vithoba wird mit den Armen auf dem Ziegelstein stehend dargestellt, den der Gottgeweihte Pundalik geworfen hat. Er trägt eine Halskette aus Tulasi-Perlen, in die der legendäre Kaustubha Edelstein eingebettet ist, und makara-kundala (fischförmige Ohrringe), die der Dichter-Heilige Tukaram mit der Ikonographie von Vishnu in Verbindung bringt. Der Vithoba von Pandharpur hält in seiner linken Hand eine shankha (Muschel) und in seiner rechten Hand ein chakra (Diskus) oder eine Lotusblume, alles Symbole, die traditionell mit Vishnu in Verbindung gebracht werden. Auf einigen Bildern wird Vithobas rechte Hand mit einer Geste dargestellt, die traditionell als Segen missverstanden wurde; auf dem Bild von Pandharpur ist keine Segensgeste zu sehen. Obwohl die Gottheit gewöhnlich zweiarmig dargestellt wird, gibt es auch vierarmige Darstellungen.
Das Bildnis von Pandharpur zeigt Vithoba, wenn er nicht von dem ihn begleitenden Priester bekleidet wird, um die Verehrer zu empfangen, mit den für einen männlichen Körper charakteristischen detaillierten Merkmalen, die in vollem Relief sichtbar sind. Bei näherer Betrachtung der Steinmetzarbeiten sind jedoch die Umrisse eines Lendenschurzes zu erkennen, der von einem kambarband (Taillengürtel) gestützt wird, der durch dünne, helle Schnitzereien nachgezeichnet wird. Andere Bilder und Darstellungen zeigen Vithoba bekleidet, gewöhnlich mit pitambara – einem gelben dhoti und verschiedenen goldenen Ornamenten – die Art und Weise, wie er von den Priestern bei den täglichen Riten gekleidet wird.
Das Bildnis von Pandharpur trägt auf der linken Brust auch das Zeichen, das als srivatsalanchhana bekannt ist – eine Locke aus weißem Haar, die normalerweise auf der Brust von Vishnu- und Krishna-Darstellungen zu finden ist. Das Bildnis ist auch mit einem ringförmigen Zeichen namens shriniketana auf der rechten Brust, mekhala (einem dreischnürigen Taillengürtel), einem langen Stock (kathi), der zwischen den Beinen in den Boden eingelassen ist, und doppelten Ring- und Perlenarmbändern an den Ellbogen gewürdigt.

## Konsorten

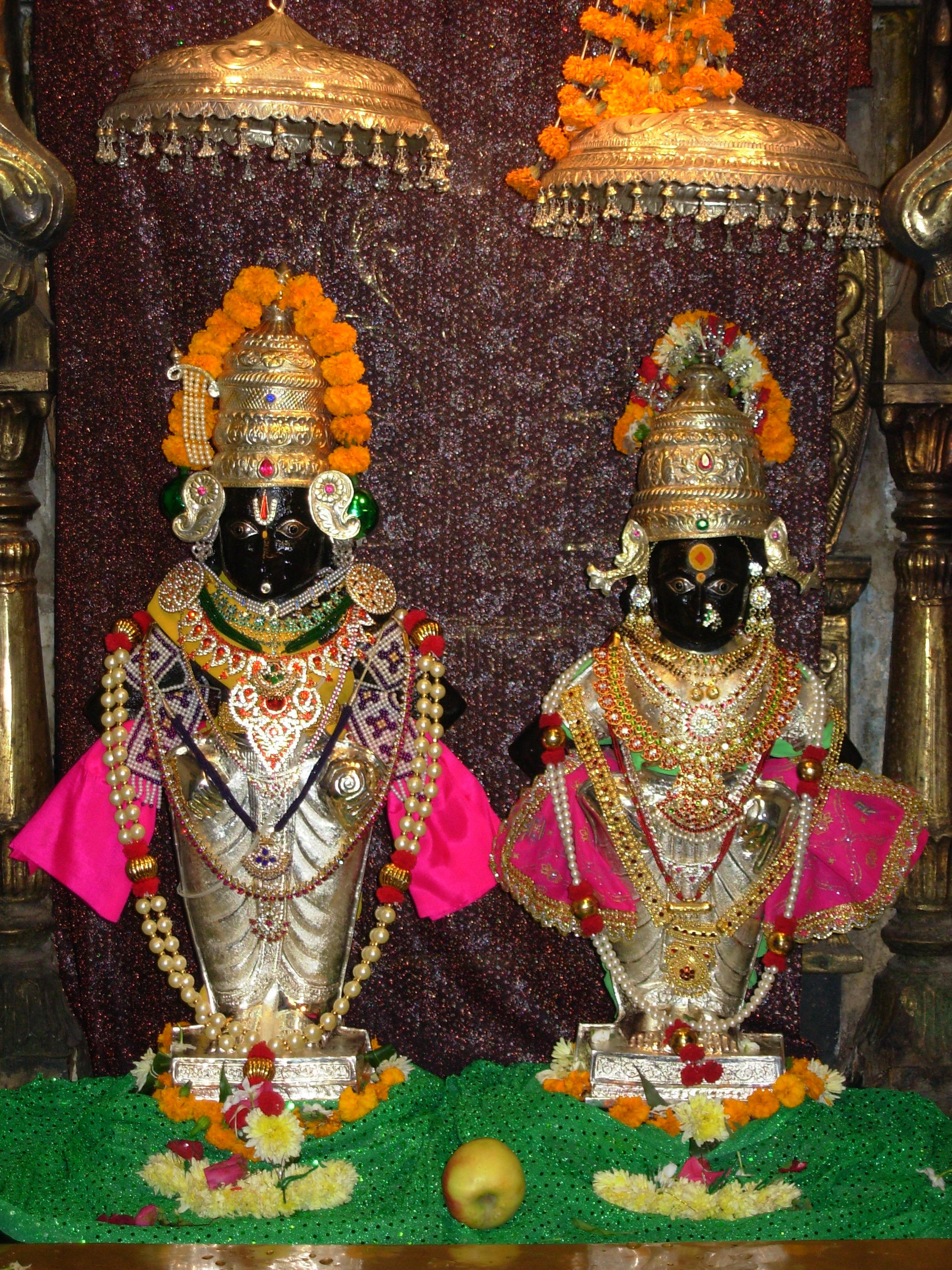
Vithoba (links) mit seiner Gemahlin Rakhumai im Sion Vitthal-Tempel, Mumbai, geschmückt mit Schmuck während des hinduistischen Festes Diwali

Vithoba wird gewöhnlich mit seiner Hauptgefährtin, Rakhumai, an seiner linken Seite dargestellt. Rakhumai (oder Rakhamai) bedeutet wörtlich "Mutter Rukmini". Rukmini wird traditionell als die Frau Krishnas angesehen. Hindus betrachten Krishna im Allgemeinen als eine Form von Vishnu und seine Gemahlin als eine Form von Lakshmi. Wie ihre Gemahlin wird auch Rakhumai in der Arm-Akimbo-Haltung dargestellt, auf einem Ziegelstein stehend. Sie hat eine eigene Cella im Pandharpur-Tempelkomplex. Nach Ghurye wurde Rukmini – eine Prinzessin aus der Vidarbha-Region in Maharashtra – aufgrund ihrer Zugehörigkeit zu dieser Region zur Hauptgemahlin erhoben. Nach der Dhangar-Tradition wird Rakhumai von der Gemeinschaft als Padmavati oder Padubai verehrt, eine Beschützerin der Gemeinschaft und insbesondere des Viehs. Der Volksglaube der Dhangar erklärt den Grund für die getrennten Schreine für Vithoba und Padubai damit, dass Vithoba seine Gefährtin mit einem Fluch belegt hat und dass er sich nicht an Samsara (das Leben der Haushälter) gebunden fühlt. Neben Rakhumai werden auch die beiden anderen Gemahlinnen Rahi und Satyabhama verehrt, die im Hinduismus als Gemahlinnen Krishnas und Inkarnationen der Göttin Lakshmi gelten.

## Anbetung

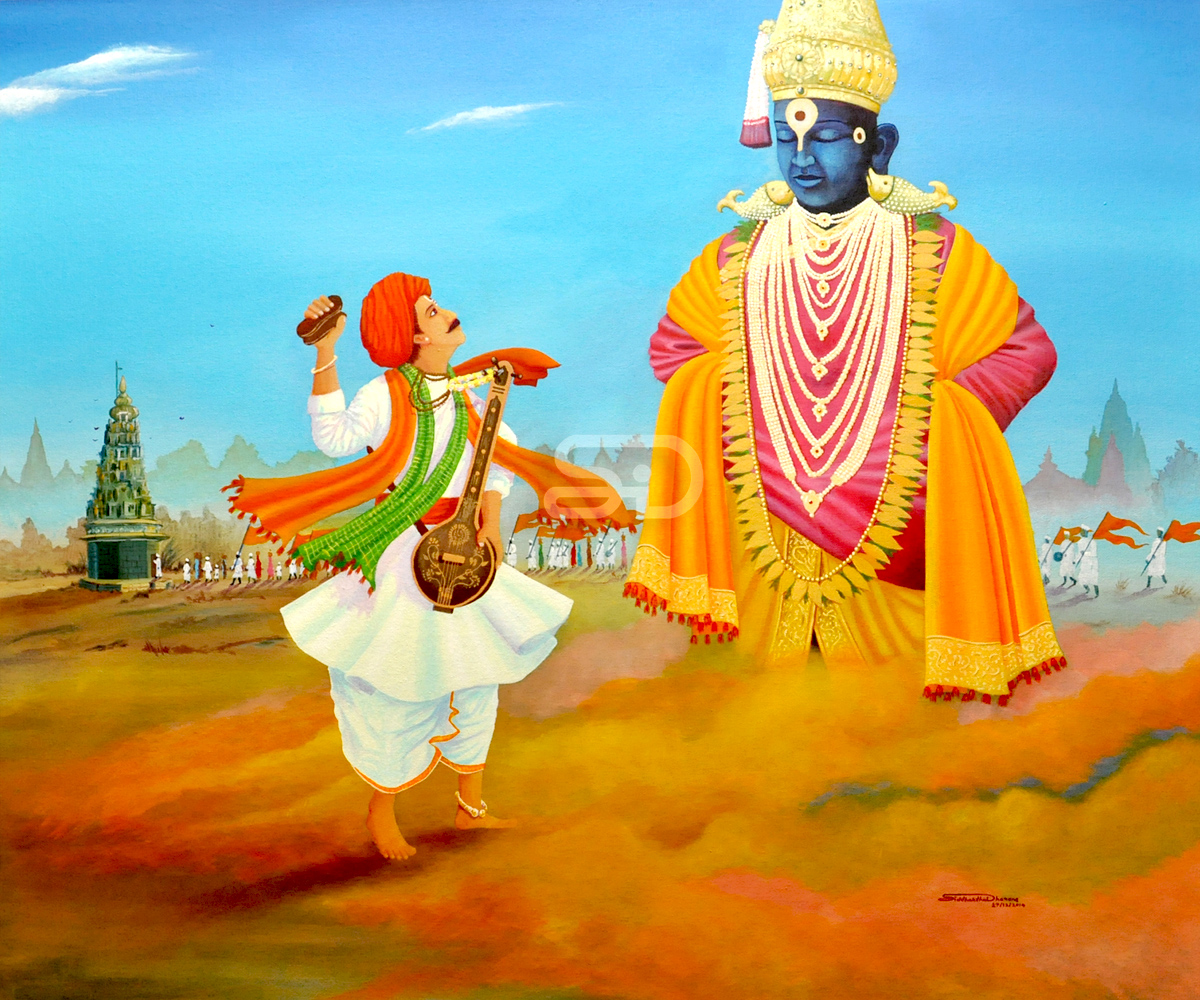
Ein modernes Gemälde von Vithoba, geschmückt mit feiner Kleidung und Schmuck, mit einem Varkari(left).

Vithoba ist eine beliebte Gottheit in Maharashtra und Karnataka; Anhänger gibt es auch in Goa, Telangana und Tamil Nadu, aber nicht in der gleichen Anzahl. Vithoba wird von den meisten Marathis verehrt und verehrt, aber er ist nicht beliebt als kuladevata (Familiengottheit). Der Haupttempel von Vithoba, der einen zusätzlichen Schrein für seine Gemahlin Rakhumai enthält, befindet sich in Pandharpur. In diesem Zusammenhang wird Pandharpur von den Anhängern liebevoll "Bhu-Vaikuntha" (der Aufenthaltsort Vishnus auf Erden) genannt. Anhänger aus ganz Maharashtra, Karnataka und Telangana besuchen den zentralen Vithoba-Tempel in Pandharpur seit den Zeiten von Dnyaneshwar (13. Jahrhundert).
In Maharashtra gibt es zwei verschiedene Traditionen der Verehrung Vithobas: die rituelle Verehrung im Tempel durch die Brahmanenpriester der Badva-Familie und die spirituelle Verehrung durch die Varkaris. Die rituelle Verehrung umfasst fünf tägliche Riten. Zuerst, um etwa 3 Uhr morgens, wird ein arati zur Erweckung des Gottes durchgeführt, genannt kākaḍāratī. Danach folgt die pañcāmṛtapūjā, eine Puja, die ein Bad mit fünf (pancha) süßen Substanzen namens panchamrita umfasst. Anschließend wird das Bildnis für die morgendliche Andacht gekleidet. Der dritte Ritus ist eine weitere Puja, die ein erneutes Ankleiden und ein Mittagessen am Mittag beinhaltet. Dies ist als madhyāhṇapūjā bekannt. Auf die Nachmittagsandacht folgt ein vierter Ritus zum Abendessen bei Sonnenuntergang – die aparāhṇapūjā. Der letzte Ritus ist śejāratī, ein arati, um den Gott in den Schlaf zu versetzen. Zusätzlich zu den Riten im Haupttempel in Pandharpur blühen in Karnataka Haridasa-Traditionen, die Vitthala gewidmet sind.

### Varkari-Sekte
Der Varkari Panth (Pilgerpfad) oder Varkari Sampradaya (Pilgertradition) ist eine der wichtigsten Vaishnava-Sekten in Indien. Nach Raeside ist sie eine im Wesentlichen monotheistische, bhakti-Sekte, die sich auf die Verehrung Vithobas konzentriert und auf dem traditionellen Bhagavata dharma basiert. Die Sekte ist laut Vaudeville eine "Shaiva-Vaishnava-Synthese" und "nominaler Vaishnavismus, der eine freie Mischung anderer Religionen enthält". Es wird angenommen, dass sie in Karnataka entstanden ist und nach Maharashtra migriert ist. Diese letzte Theorie stützt sich auf einen Hinweis auf Vithoba als "Kānaḍā" (zu Karnataka gehörend) im Werk des ersten der Dichterheiligen, Dnyaneshwar. Dieses Wort kann aber auch als "schwer zu verstehen" interpretiert werden. Varkaris und Gelehrte, die Pundalik für eine historische Figur halten, betrachten ihn auch als Begründer des Vithoba-Kults. Dies wird durch den liturgischen Ruf – Pundalikavarada Hari Vitthala! – belegt, der bedeutet: "O Hari Vitthala (Vithoba), der Pundalik einen Segen gegeben hat!" Zelliot zufolge wurde die Sekte jedoch von Dnyaneshwar (auch Jnaneshwar geschrieben) gegründet, einem brahmanischen Dichter und Philosophen, der in der Zeit von 1275 bis 1296 blühte. Die Varkaris schreiben ihm auch das Sprichwort Dnyanadev rachila paya zu, was bedeutet: "Dnyaneshwar legte den Grundstein".

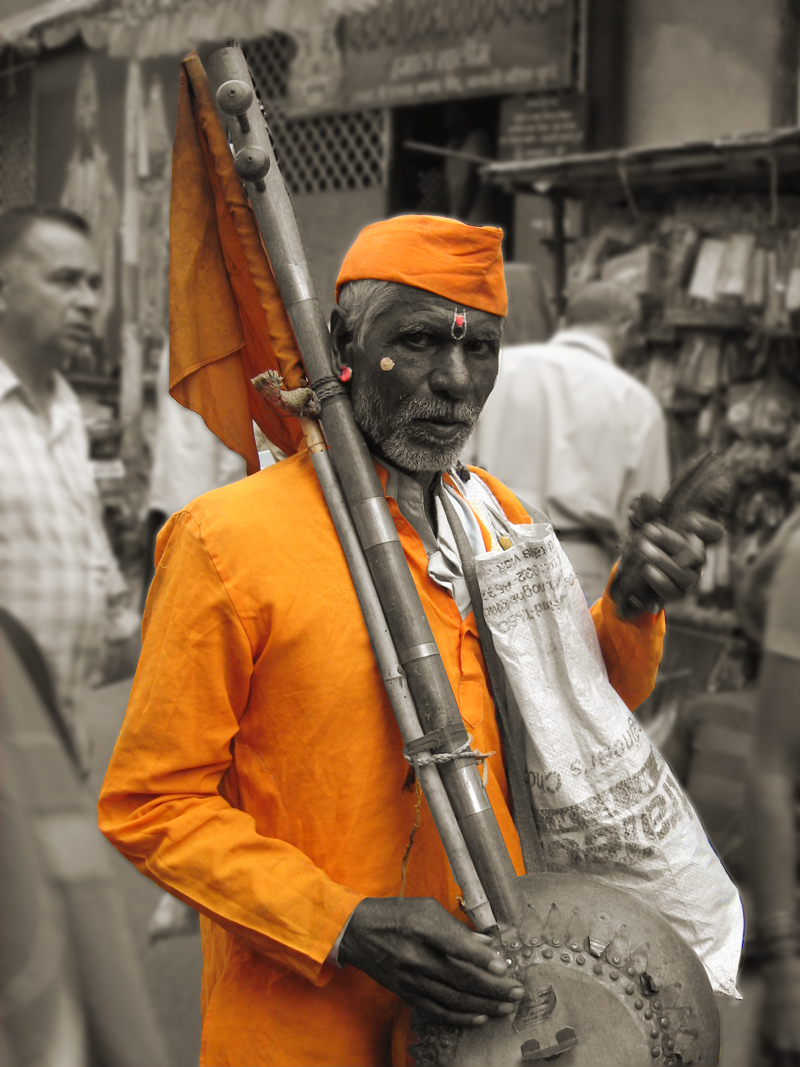
Ein Varkari reist von Alandi nach Pandharpur. Er trägt eine Ektara (Laute) mit einer Safranfahne und an Saiten gebundenen Zimbeln in seinen Händen.

Namdev (1270–1350), ein Shudra-Schneider, schrieb kurze Marathi-Devotionalien zum Lobpreis Vithobas, die abhangas (wörtlich: ungebrochen) genannt wurden, und benutzte die Ruf-und-Antwort-Form kirtan (wörtlich: Wiederholung) des Gesangs, um die Herrlichkeit seines Herrn zu preisen. Die öffentliche Darbietung dieser musikalischen Andacht führte zur Verbreitung des Vithoba-Glaubens, der Frauen, Shudras und unbotmäßige "Unberührbare" akzeptierte, was im klassischen brahmanischen Hinduismus verboten war. In der Zeit der muslimischen Herrscher stagnierte der Glaube. Als jedoch nach dem Niedergang des Vijayanagara-Reiches Kriege in der Deccan-Region ausbrachen, mussten die muslimischen Herrscher die Glaubensrichtungen in Maharashtra akzeptieren, um die Unterstützung der Bevölkerung zu gewinnen. In dieser Zeit ließ Eknath (1533–1599) die Varkari-Tradition wieder aufleben. Mit der Gründung des Maratha-Reiches unter Shivaji verbreitete Tukaram (1568–1650), ein Vaishya-Händler, die Vithoba-zentrierte Tradition in der Region Maharashtra weiter.
Alle diese Dichter-Heiligen und andere wie Janabai, die Dienerin von Namdev, schrieben Vithoba gewidmete Gedichte. Diese Marathi-Poesie steht für reine Hingabe und bezieht sich auf Vithoba meist als Vater oder, im Falle der Dichtung der weiblichen Heiligen Janabai, als Mutter (Vithabai). Nicht nur Frauen, wie Janabai, sondern auch eine Vielzahl von Menschen aus verschiedenen Kasten und Schichten schrieben abhangas zum Lob von Vithoba: Visoba Khechara (der ein orthodoxer Shaiva und Lehrer von Namdev war), Sena der Barbier, Narhari der Goldschmied, Savata der Gärtner, Gora der Töpfer, Kanhopatra das tanzende Mädchen, Chokhamela der "Unberührbare" Mahar, und sogar der Muslim Sheikh Muhammad (1560–1650). Jeder geborene Shaiva oder Vaishnava, der Vithoba als seinen maya-baap (Mutter-Vater) und Pandharpur als seinen maher (mütterliches Haus der Braut) betrachtet, wird von der Sekte als Varkari akzeptiert, ungeachtet der Schranken der Kaste. Varkaris praktizieren oft Vithoba japa (meditative Wiederholung eines göttlichen Namens) und beobachten ein Fasten am ekadashi eines jeden Monats.

### Haridasa-Sekte

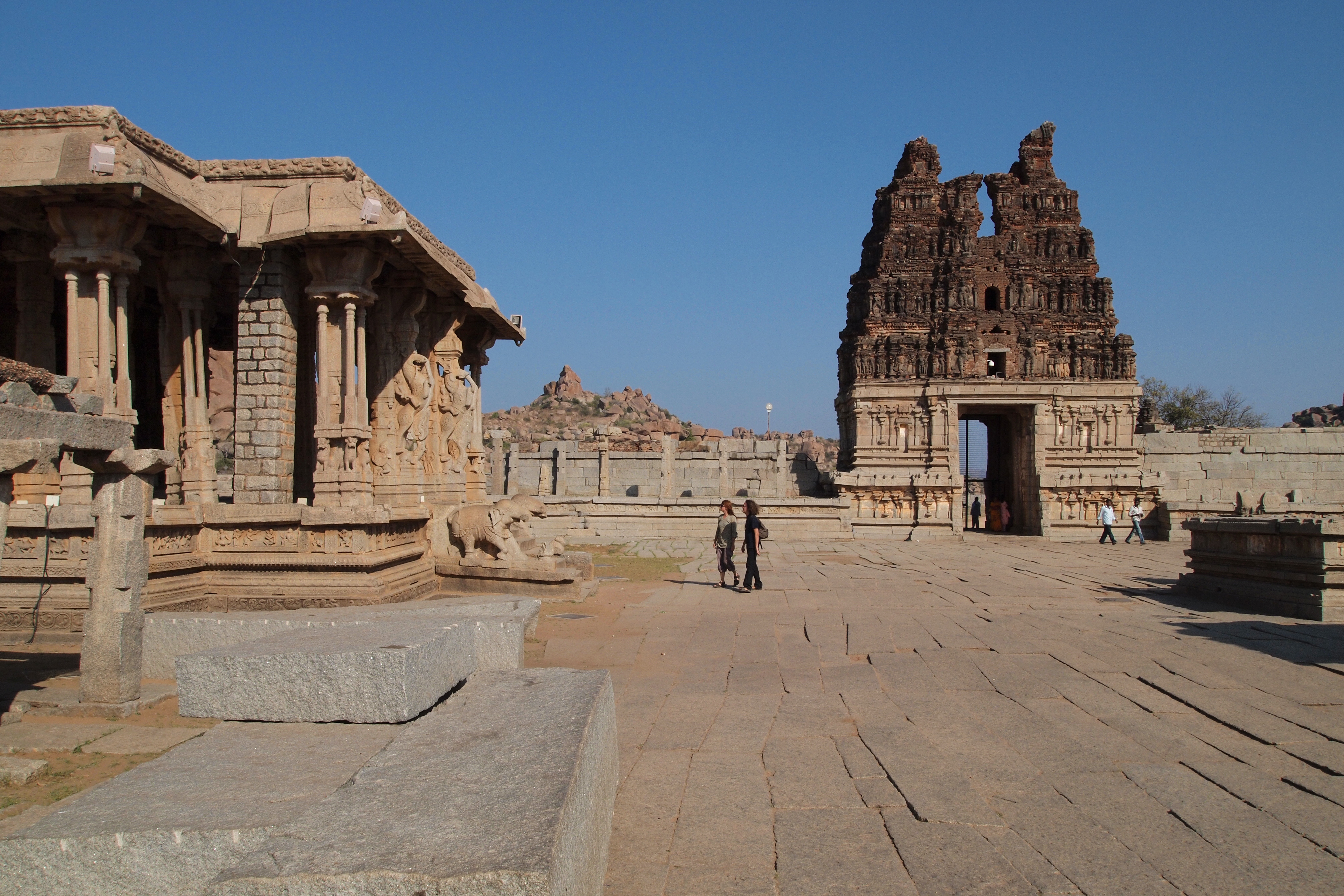
Der Vitthala-Tempel in Hampi, Karnataka, wurde von Krishnadevaraya erbaut, dessen Guru Vyasatirtha eine Schlüsselfigur der Haridasa war.

Haridasa bedeutet Diener (dasa) von Vishnu (Hari). Nach der Haridasa-Tradition wurde ihre sampradaya, auch bekannt als Haridasa-kuta, von Achalananda Vitthala (c. 888) gegründet. Es handelt sich um einen eigenen Zweig innerhalb des Vaishnavismus, in dessen Zentrum Vitthala (der Haridasa-Kannada-Name für Vithoba) steht. Während Varkari normalerweise mit Maharashtra in Verbindung gebracht werden, werden Haridasa normalerweise mit Karnataka assoziiert. Der Gelehrte Sharma ist der Ansicht, dass die Vithoba-Verehrung zuerst in Karnataka aufkam und erst später nach Maharashtra wanderte. Er begründet dies mit der Erwähnung von Dnyaneshwar im Abschnitt "Varkari-Sekte". Lutgendorf schreibt die Bewegung Vyasatirtha (1478–1539) zu, dem königlichen Guru (rajguru) von König Krishnadevaraya des Vijayanagara-Reiches. Vitthala genoss in dieser Epoche königliches Mäzenatentum. Krishnadevaraya wird auch der Bau des Vitthalas Tempel in der damaligen Hauptstadt Vijayanagara (modernes Hampi) zugeschrieben.
Haridasas betrachten den Tempel von Pandharpur als heilig, ebenso wie den von Hampi, und verehren Vitthala zusammen mit Formen von Krishna. Die Haridasa-Literatur befasst sich im Allgemeinen mit dem Lobpreis von Vitthala und Krishna. Haridasa-Dichter wie Vijaya Vitthala, Gopala Vitthala, Jagannatha Vitthala, Venugopala Vitthala und Mohana Vitthala nahmen als Akt der Hingabe Pseudonyme an, die auf "Vitthala" endeten. Der Haridasa-Dichter Purandara Dasa oder Purandara Vitthala (1484–1564), "Vater der karnatischen Musik", beendete seine Kompositionen in Kannada oft mit einem Gruß an Vitthala.

### Pushtimarg-Sekte
Der Gründer der Hindu-Sekte Pushtimarg – Vallabhacharya (1479–1531) – soll Pandharpur mindestens zweimal besucht haben und wurde von Vithoba (in der Sekte Vitthalnath oder Vitthalnathji genannt) angewiesen, zu heiraten und Kinder zu bekommen, damit er als Vallabhacharyas Sohn geboren werden konnte. Später heiratete Vallabhacharya. Sein zweiter Sohn und Nachfolger wurde als eine Manifestation von Vithoba anerkannt und Vitthalnath genannt, auch bekannt als Gusainji. Einer der Nidhi Swaroops der Sekte ist Vitthalnathji mit seiner Gefährtin Yamunaji.

### Festivals

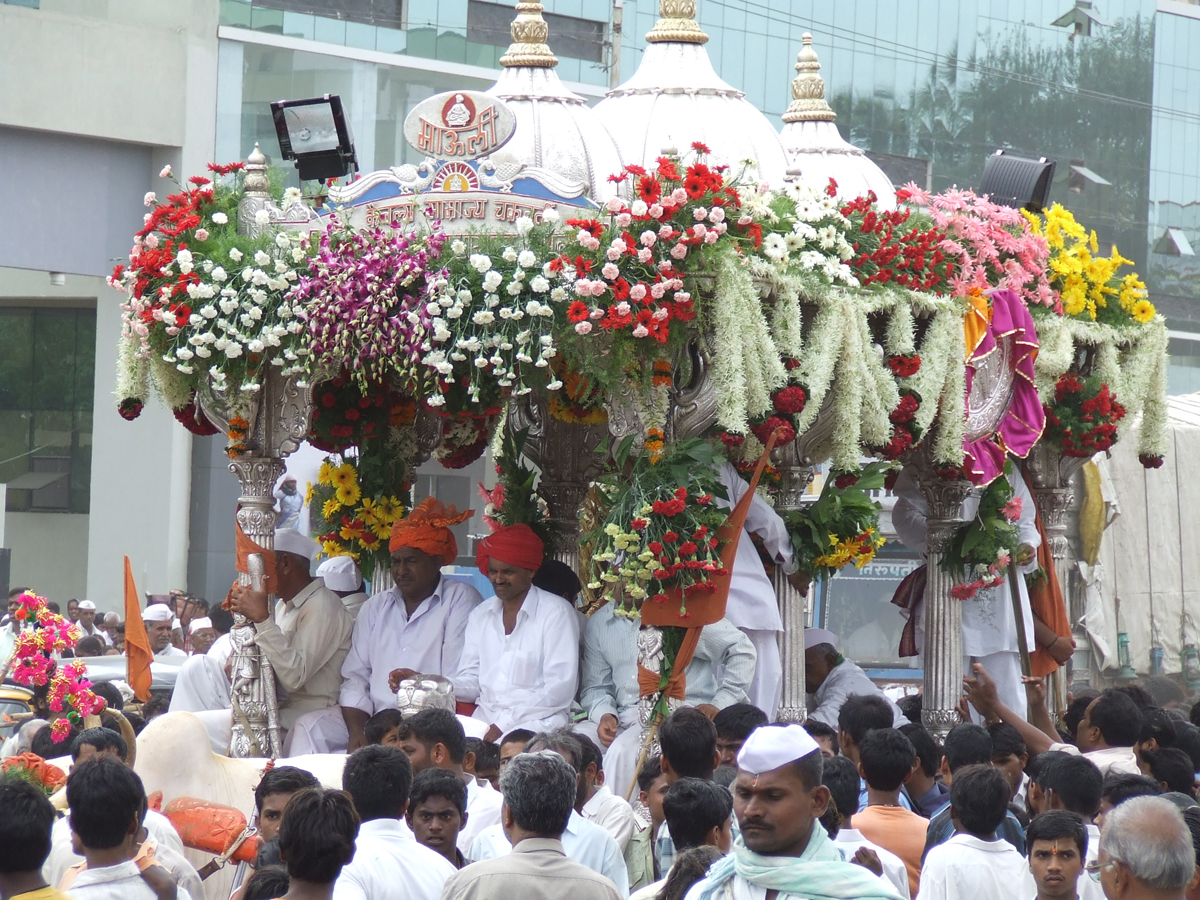
Dnyaneshwars Palkhi (Sänfte) mit den Schuhen des Heiligen wird in einem silbernen Ochsenkarren von Alandi nach Pandharpur getragen.

Die mit Vithoba verbundenen Feste entsprechen in erster Linie den halbjährlichen Yatras (Pilgerfahrten) der Varkaris. Die Pilger reisen von Alandi und Dehu, die eng mit den Dichterheiligen Dnyaneshwar bzw. Tukaram verbunden sind, zum Pandharpur-Tempel. Unterwegs singen sie Vithoba gewidmete abhangas (Andachtslieder) und wiederholen seinen Namen, wobei sie die palkhis (Sänften) der Dichter-Heiligen tragen. Varkaris nehmen keine rituelle Verehrung vor, sondern praktizieren nur darshan (visuelle Verehrung) der Gottheit. Die rituelle Verehrung durch die Priester beschränkt sich auf jeweils fünf Tage um die Ashadha (Juni–Juli) und Kartik (Oktober–November) Ekadashis, wenn eine große Zahl von Varkaris an den Yatras teilnimmt. In geringerer Zahl besuchen die Varkaris den Tempel auch an zwei anderen Ekadashis – den hinduistischen Monaten Magha und Chaitra.
Mehr als 800.000 Varkaris reisen für die Yatra am Shayani Ekadashi, dem 11. Tag der abnehmender Mond im Mondmonat Ashadha, nach Pandharpur. Sowohl Shayani Ekadashi als auch Prabodhini Ekadashi (in der zunehmenden Hälfte von Kartik), werden mit Vishnu in Verbindung gebracht. Hindus glauben, dass Vishnu im Ksheersagar (einem kosmischen Milchozean) einschläft, während er auf dem Rücken von Shesha-nāga (der kosmischen Schlange) liegt. Sein Schlaf beginnt am Shayani Ekadashi (wörtlich: der "schlafende 11.") und er erwacht schließlich vier Monate später, am Prabodhini Ekadashi, aus seinem Schlummer. Die Feierlichkeiten in Ashadha und Kartik dauern bis zum Vollmond in diesen Monaten an und enden mit Fackelzügen. Inschriften aus dem 11. Jahrhundert erwähnen die Ekadashi-Pilgerfahrten nach Pandharpur. An Shayani Ekadashi und Prabodini Ekadashi führt der Chefminister oder ein Minister des Bundesstaates Maharashtra rituelle Bestandteile der Anbetung im Namen der Regierung von Maharashtra durch. Diese Form der Verehrung ist als sarkari-mahapuja bekannt.
Abgesehen von den vier Ekadashis wird in der Nacht von Dussera in Pandharpur ein Fest abgehalten, bei dem die Gläubigen auf einer großen Platte (ranga-shila) vor Vithoba tanzen, begleitet von Fackelprozessionen. Andere Feierlichkeiten im Pandharpur-Tempel sind: Ranga-Panchami, bei dem Gulal (rotes Pulver) auf die Füße des Gottes gestreut wird, und Krishna Janmashtami, Krishnas Geburtstag, bei dem die Gläubigen neun Tage lang vor Vithoba tanzen und singen. Weitere heilige Tage sind der Mittwoch, der Samstag und alle anderen Ekadashis, die im Vaishnavismus als heilig gelten.

### Andachtsbücher

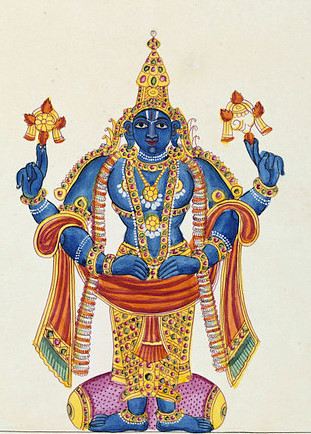
Ein vierarmiger Vithoba, ein Gemälde aus dem 19. Jahrhundert aus Tiruchchirappalli, Tamil Nadu. Jahrhundert. Hier wird Vithoba als Vishnu mit Armakimbo dargestellt.

Die Vithoba gewidmeten Devotionalien lassen sich in die Varkari-Tradition, die Brahmanen-Tradition und das, was Raeside eine "dritte Tradition" nennt, die sowohl Varkari- als auch Brahmanen-Elemente enthält, unterteilen. Die Varkari-Texte sind in Marathi geschrieben, die Brahmanen-Texte in Sanskrit, und die "dritte Tradition" sind von Brahmanen geschriebene Marathi-Texte.
Die Varkari-Texte sind: Bhaktalilamrita und Bhaktavijaya von Mahipati, Pundalika-Mahatmya von Bahinabai, und ein langes abhanga von Namdev. Alle diese Texte beschreiben die Legende von Pundalik. Die brahmanischen Texte umfassen: zwei Versionen von Panduranga-Mahatmya aus dem Skanda Purana (bestehend aus 900 Versen); Panduranga-Mahatmya aus dem Padma Purana (bestehend aus 1.200 Strophen); Bhima-Mahatmya, ebenfalls aus dem Padma Purana; und ein drittes Andachtswerk, wiederum Panduranga-Mahatmya genannt, das im Vishnu Purana zu finden ist. Die "dritte Tradition" findet sich in zwei Werken: Panduranga-Mahatmya von dem Brahmanen Sridhara (bestehend aus 750 Versen), und ein weiteres Werk gleichen Namens, geschrieben von Prahlada Maharaj (bestehend aus 181 Versen).
Darüber hinaus gibt es viele abhangas, die kurzen Marathi-Gedichte der Varkaris, und viele stutis (Loblieder) und stotras (Hymnen), von denen einige aus der Haridasa-Tradition stammen. Am bekanntesten ist das "Pandurangastaka" oder "Pandurangastrotra", das Adi Shankara zugeschrieben wird, obwohl diese Zuschreibung angezweifelt wird. Ein Text namens "Tirthavali-Gatha", der Namdev oder Dnyaneshwar zugeschrieben wird, aber möglicherweise eine Sammlung von Schriften vieler Dichter-Heiliger ist, konzentriert sich ebenfalls auf die Verbreitung des Varkari-Glaubens und der Vithoba-Verehrung. Zu den anderen Andachtswerken gehören aratis wie "Yuge atthavisa vitevari ubha" von Namdev und "Yei O Vitthala majhe mauli re". Diese aratis besingen Vithoba, der gelbe Gewänder trägt (ein Merkmal von Vishnu) und von Garuda (Mount von Vishnu) und Hanuman (der Affengott, Anhänger von Rama – ein Avatar von Vishnu) bedient wird. Schließlich bezieht sich der Telugu-Dichter Tenali Ramakrishna (16. Jahrhundert) in seinem Gedicht Panduranga-Mahatmyamu auf Vithoba, als Panduranga: "O Parvati, die Dienste von Pundarika und Kshetrapala (Kala-bhairava) annehmend, der wunscherfüllende Baum werdend, indem sie einen subtilen Körper zum Wohle der Verehrer annimmt, ihre Wünsche erfüllend, residiert die Gottheit Panduranga in diesem Tempel."

### Tempel

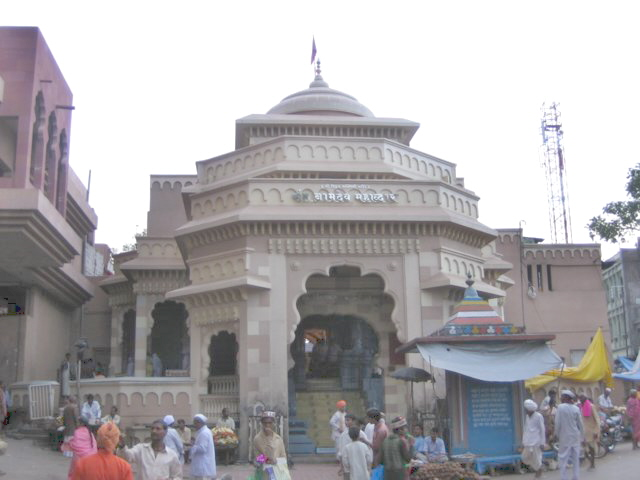
Das Haupttor des Vithoba-Tempels von Pandharpur. Die erste Stufe des Tempels gilt als Gedenkstätte des Heiligen Namdev und der kleine blaue Tempel vor dem Tor ist die Gedenkstätte des Heiligen Chokhamela..

Es gibt viele Vithoba-Tempel in Maharashtra, und einige in Karnataka, Tamil Nadu, Gujarat, Goa und Andhra Pradesh. Das Hauptzentrum der Verehrung ist jedoch der Vithoba-Tempel in Pandharpur. Das Gründungsdatum des Tempels ist umstritten, aber es ist klar, dass er zur Zeit von Dnyaneshwar im 13. Neben Vithoba und seinen Gefährtinnen – Rukmini, Satyabhama und Rahi – werden weitere Vaishnava-Gottheiten verehrt. Dazu gehören: Venkateshwara, eine Form von Vishnu; Mahalakshmi, eine Form von Vishnus Gemahlin Lakshmi; Garuda und Hanuman (siehe vorheriger Abschnitt). Auch Shaiva-Gottheiten werden verehrt, wie zum Beispiel: Ganesha, der elefantenköpfige Gott der Weisheit und des Aufbruchs; Khandoba, eine Form von Shiva; und Annapurna, eine Form von Shivas Gemahlin Parvati. Die samadhis (Gedenkstätten) von Heiligen wie Namdev, Chokhamela und Janabai und von Anhängern wie Pundalik und Kanhopatra befinden sich im und um den Tempel. Weitere bedeutende Tempel in Maharashtra befinden sich: in Dehu, dem Geburtsort von Tukaram, der zu allen ekadashis des Jahres Besucher anzieht; in Kole (Satara-Distrikt), in Erinnerung an Ghadge Bova, wo am fünften Tag der hellen Vierzehntage (zunehmender Mond) im Magha-Monat ein Fest stattfindet; in Kolhapur und Rajapur, wo an Shayani Ekadashi und Prabodini Ekadashi Jahrmärkte stattfinden; Madhe - ein Zufluchtsort des Pandharpur-Bildes, als es zum Schutz vor muslimischen Eindringlingen verlegt wurde und schließlich im Birla Mandir in Shahad.
In Goa gibt es mehrere Tempel, von denen die bekanntesten die Tempel in Sanquelim, Sanguem und Gokarna Math sind. Auch die Tempelfeste im Vitthala-Tempel in Margao, Ponda ziehen viele Pilger an. Vitthal wird auch als Vitthalnath im Nathdwara in Rajasthan verehrt.

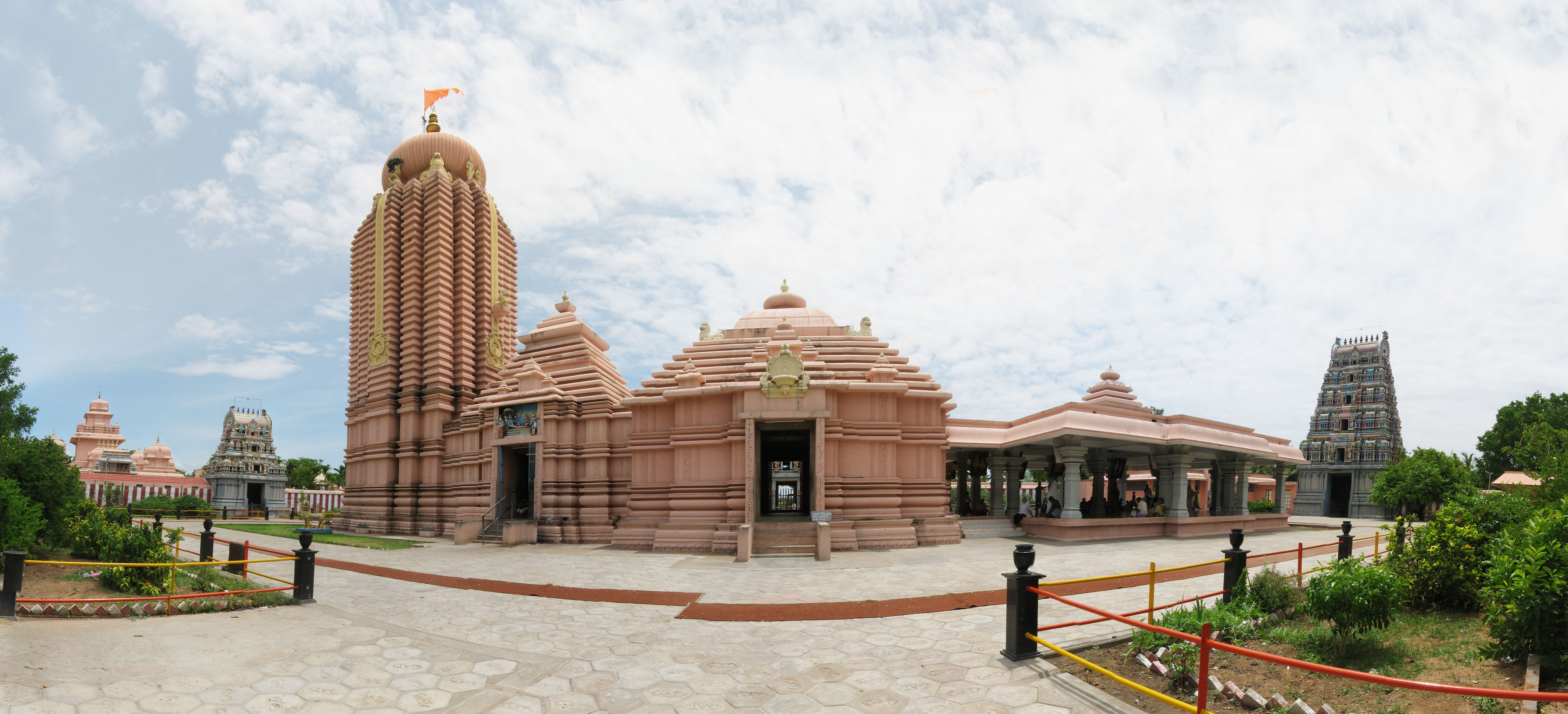
Thennangur-Tempel, Tamil Nadu

Vithoba wurde in Südindien während der Vijayanagara- und Maratha-Herrschaft eingeführt. In Südindien ist er allgemein als Vitthala bekannt. Der Hampi-Tempel (siehe oben) ist ein Weltkulturerbe und der bedeutendste Vitthala-Tempel außerhalb Maharashtra. Der im 15. Jahrhundert errichtete Tempel soll das zentrale Bildnis aus Pandharpur beherbergen, das der Vijayanagara-König Krishnadevaraya mitnahm, "um seinen eigenen Status zu verbessern" oder um das Bildnis vor der Plünderung durch muslimische Invasoren zu retten. Später wurde es von Bhanudas (1448–1513), dem Urgroßvater des Dichters und Heiligen Eknath, nach Pandharpur zurückgebracht. Heute steht der Tempel ohne ein zentrales Bild, Allerdings wurden zwischen 1516 und 1565 die meisten wichtigen Transaktionen, die zuvor in Anwesenheit der ursprünglichen Staatsgottheit Virupaksha (einer Form von Shiva) durchgeführt worden wären, in Anwesenheit des zentralen Bildes von Vitthala ausgestellt. Drei von Madhvacharyas Acht mathas (Klöster) in Karnataka – Shirur, Pejavara und Puttige – haben Vitthala als ihre vorsitzende Gottheit. Ein Vitthaleshwara-Tempel steht in Mulbagal, Karnataka. In Tamil Nadu befinden sich Vitthala-Schreine in Srirangam, Vittalapuram bei Thiruporur und im Tirunelveli-Distrikt, sowie in Thennangur, Govindapuram bei Kumbakonam und Skulpturen in Kanchi.

## Legende

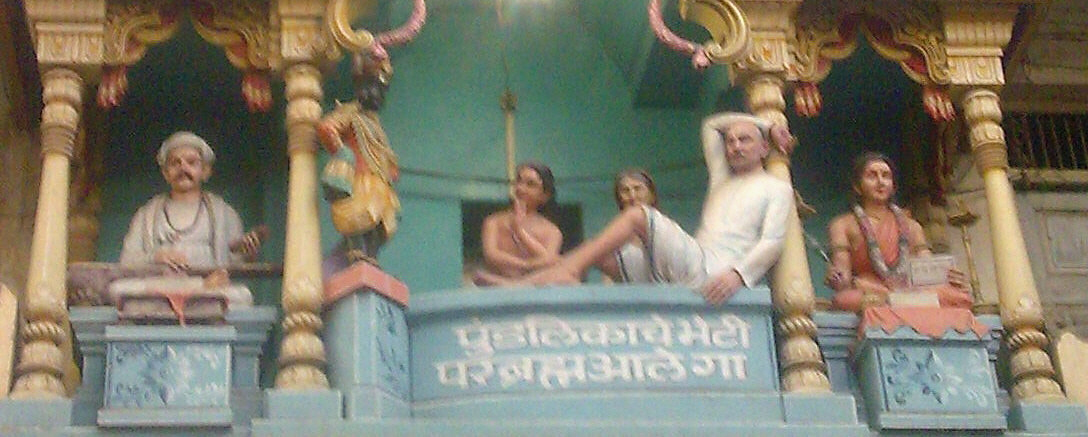
Bild eines Gopurams eines Pandharpur-Tempels in der Nähe des zentralen Tempels von Vithoba. Die linke Tafel stellt Tukaram dar, die mittlere Tafel zeigt Vithoba (stehende dunkle Figur, links), der auf dem Ziegelstein wartet, während Pundalik (Mitte) seine Eltern bedient, die rechte Tafel zeigt Dnyaneshwar.

Legenden über Vithoba konzentrieren sich gewöhnlich auf seinen Verehrer Pundalik oder auf Vithobas Rolle als Retter der Dichter-Heiligen des Varkari-Glaubens. Wie im obigen Abschnitt Devotionalien erörtert, erscheint die Pundalik-Legende in den Sanskrit-Schriften Skanda Purana und Padma Purana. Sie ist auch in Marathi-Texten dokumentiert: Panduranga-Mahatmya von einem Brahmanen namens Sridhara; ein weiteres gleichnamiges Werk von Prahlada Maharaj; und auch in den abhanga verschiedener Dichter-Heiliger.
Es gibt drei Versionen der Pundalik-Legende, von denen zwei als Textvarianten des Skanda Purana (1.34–67) bezeugt sind. In der ersten Version wird der Asket Pundarika (Pundalik) als ein Verehrer des Gottes Vishnu beschrieben, der sich dem Dienst an seinen Eltern widmet. Der Gott Gopala-Krishna, eine Form von Vishnu, kommt als Kuhhirte vom Govardhana, begleitet von seinen weidenden Kühen, um Pundarika zu treffen. Krishna wird als digambara beschrieben, trägt makara-kundala, das srivatsa-Zeichen (oben beschrieben), einen Kopfschmuck aus Pfauenfedern, stützt seine Hände auf seine Taille und hält seinen Kuhstock zwischen seinen Schenkeln. Pundarika bittet Krishna, in dieser Gestalt an den Ufern des Flusses Bhima zu bleiben. Er glaubt, dass Krishnas Anwesenheit den Ort zu einem tirtha und ein kshetra machen wird. Der Ort wird mit dem heutigen Pandharpur identifiziert, das an den Ufern des Bhima gelegen ist. Die Beschreibung von Krishna ähnelt den Merkmalen des Pandharpur-Bildes von Vithoba.
Die zweite Version der Legende zeigt Vithoba, der vor Pundalik als der fünfjährige Bala Krishna (Krishna-Kind) erscheint. Diese Version findet sich in Manuskripten beider Puranas, Prahlada Maharaj und den Dichter-Heiligen, insbesondere Tukaram. Die andere Version der Pundalik-Legende erscheint im Sridhara und als Variante im Padma Purana. Pundalik, ein Brahmane, der in seine Frau verliebt war, vernachlässigte daraufhin seine alten Eltern. Als er später dem Weisen Kukkuta begegnete, machte Pundalik eine Wandlung durch und widmete sein Leben dem Dienst an seinen alten Eltern. Währenddessen kam Radha, die Milchmädchen-Geliebte Krishnas, nach Dvaraka, dem Königreich Krishnas, und setzte sich auf seinen Schoß. Radha ehrte Rukmini, die oberste Königin Krishnas, nicht, und Krishna machte Radha für das Vergehen verantwortlich. Beleidigt verließ Rukmini Krishna und ging in den Wald von Dandivana bei Pandharpur. Traurig über Rukminis Weggang suchte Krishna nach seiner Königin und fand sie schließlich in Dandivana, in der Nähe von Pundaliks Haus, ruhend. Nach einigem Zureden wurde Rukmini besänftigt. Dann besuchte Krishna Pundalik und fand ihn im Dienste seiner Eltern. Pundalik warf einen Ziegelstein nach draußen, auf dem Krishna sich ausruhen konnte. Krishna stellte sich auf den Ziegelstein und wartete auf Pundalik. Nachdem er seine Dienste beendet hatte, bat Pundalik darum, dass Krishna in der Form von Vithoba mit Rukmini in ihrer Rakhumai-Form auf dem Ziegelstein bleiben und seine Anhänger für immer segnen sollte.
Andere Legenden beschreiben, dass Vithoba seinen Anhängern in Form eines einfachen Mannes, eines ausgestoßenen Mahar "Unberührbaren" oder eines Brahmanen-Bettlers. Mahipati erzählt in seinem Werk Pandurangastrotra, wie Vithoba weiblichen Heiligen wie Janabai bei ihren täglichen Aufgaben, wie dem Fegen des Hauses und dem Stampfen des Reises, half. Er erzählt, wie Vithoba dem Barbier Sena zu Hilfe kam. Der König von Bidar hatte angeordnet, dass Sena verhaftet werden sollte, weil er trotz königlicher Anweisung nicht in den Palast gekommen war. Als Sena in seine Gebete zu Vithoba vertieft war, ging Vithoba in der Gestalt von Sena zum Palast, um dem König zu dienen, und Sena wurde gerettet. Eine andere Geschichte handelt von einem Heiligen, Damaji, dem Verwalter des königlichen Getreidespeichers, der bei einer Hungersnot Getreide an die Menschen verteilte. Vithoba kam als Ausgestoßener mit einem Beutel Gold, um das Getreide zu bezahlen. Eine weitere Geschichte erzählt, wie Vithoba das Kind von Gora Kumbhar (Töpfer) wiederbelebte, das von Gora in den Lehm getreten worden war, während er den Namen von Vithoba sang.